# Theridion vulvum
Theridion vulvum là một loài nhện trong họ Theridiidae.
Loài này thuộc chi Theridion. Theridion vulvum được Herbert Walter Levi miêu tả năm 1959.